# PLEKHB2
PLEKHB2 (англ. Pleckstrin homology domain containing B2) – білок, який кодується однойменним геном, розташованим у людей на короткому плечі 2-ї хромосоми.  Довжина поліпептидного ланцюга білка становить 222 амінокислот, а молекулярна маса — 24 736.
| 10         |  | 20         |  | 30         |  | 40         |  | 50         |
| ---------- |  | ---------- |  | ---------- |  | ---------- |  | ---------- |
| MAFVKSGWLL |  | RQSTILKRWK |  | KNWFDLWSDG |  | HLIYYDDQTR |  | QNIEDKVHMP |
| MDCINIRTGQ |  | ECRDTQPPDG |  | KSKDCMLQIV |  | CRDGKTISLC |  | AESTDDCLAW |
| KFTLQDSRTN |  | TAYVGSAVMT |  | DETSVVSSPP |  | PYTAYAAPAP |  | EQAYGYGPYG |
| GAYPPGTQVV |  | YAANGQAYAV |  | PYQYPYAGLY |  | GQQPANQVII |  | RERYRDNDSD |
| LALGMLAGAA |  | TGMALGSLFW |  | VF         |  |            |  |            |

A: Аланін

C: Цистеїн

D: Аспарагінова кислота

E: Глутамінова кислота

F: Фенілаланін

G: Гліцин

H: Гістидин

I: Ізолейцин

K: Лізин

L: Лейцин

M: Метіонін

N: Аспарагін

P: Пролін

Q: Глутамін

R: Аргінін

S: Серин

T: Треонін

V: Валін

W: Триптофан

Задіяний у такому біологічному процесі як альтернативний сплайсинг. 
Локалізований у мембрані, ендосомах.